# Moléans
Moléans é uma comuna francesa na região administrativa do Centro, no departamento Eure-et-Loir. Estende-se por uma área de 11,09 km². Em 2010 a comuna tinha 469 habitantes (densidade: 42,3 hab./km²).